# محمد مصطفى الههياوي
محمد مصطفى الههياوي (- 1943) كاتب اجتماعي ومؤرخ مصري.

## نسبه
هو الأستاذ محمد بن مصطفى بن محمد بن سيد أحمد الههياوي، يعود نسبة إلى مدينة ههيا التي تتبع محافظة الشرقية.
تعلم بالازهر الشريف واحترف مهنة الصحافة واشتهر بنقدة اللاذع.

## الصحافة
وكانت له جريدة (المنبر) أسبوعية. وتولى تحرير عدة جرائد، رأس تحرير جريدة (الأمة) وقد انتمي الي الحزب الوطني 

## مؤلفاته
1. مصر في ثلثي قرن
2. الصنعة في الشعر
3. الفرائد مجموعة من مقالاتة
4. قصص المنفلوطي وهي رسالة في نقدة
5. ترجمة القرآن الكريم غرض للسياسة وفتنة في الدين
6. ديوان شعر مخطوط.[4]

## الوفاة
توفي بالقاهرة سنة 1943م.